# Achilles-számok
A számelmélet területén Achilles-szám olyan pozitív egész szám, ami négyzetteljes szám, de nem teljes hatvány. Egy n pozitív egész akkor négyzetteljes, ha n minden p prímtényezőjére igaz, hogy p2 is n osztója. Más szavakkal, minden prímosztó legalább négyzeten szerepel a prímtényezős felbontásban. Minden Achilles-szám négyzetteljes; azonban nem minden négyzetteljes szám Achilles-szám: csak azok, melyek nem írhatók fel mk alakban, ahol m és k pozitív, 1-nél nagyobb egész számok.
Az Achilles-számokat Akhilleuszról, a trójai háború fontos szereplőjéről nevezték el, aki szintén „powerful” volt (ami egyszerre jelent négyzetteljest és hatalmast), de tökéletlen (ti. nem teljes hatvány).

## Az Achilles-számok sorozata
Egy n = p1a1 p2a2 … pkak szám négyzetteljes, ha min(a1, a2, …, ak) ≥ 2. Ha ráadásul gcd(a1, a2, …, ak) = 1 (ahol a gcd a legnagyobb közös osztót jelenti), a szám egyben Achilles-szám is.
Az első néhány Achilles-szám, egészen 5000-ig:
72, 108, 200, 288, 392, 432, 500, 648, 675, 800, 864, 968, 972, 1125, 1152, 1323, 1352, 1372, 1568, 1800, 1944, 2000, 2312, 2592, 2700, 2888, 3087, 3200, 3267, 3456, 3528, 3872, 3888, 4000, 4232, 4500, 4563, 4608, 5000 (A052486 sorozat az OEIS-ben).
A legkisebb, egymástól 1 távolságra lévő Achilles-számpáros:
5425069447 = 73 × 412 × 972
5425069448 = 23 × 260412

## Példák
A 108 négyzetteljes szám. Prímtényezős felbontása: 22 · 33, prímtényezői tehát a 2 és a 3. Mind a 22 = 4 és a 32 = 9 osztói a 108-nak. A 108 azonban nem fejezhető ki mk alakban, ahol m és k 1-nél nagyobb egész számok, tehát a 108 Achilles-szám.
A 360 nem Achilles-szám, mert nem négyzetteljes. Egyik prímosztója az 5, de a 360 nem osztható 52 = 25-tel.
Végül, a 784 sem Achilles-szám. Négyzetteljes szám, mivel 2 és 7 prímosztóinak a négyzete, 22 = 4 és 72 = 49 is osztói. Azonban a 784 teljes hatvány:
{\displaystyle 784=2^{4}\cdot 7^{2}=(2^{2})^{2}\cdot 7^{2}=(2^{2}\cdot 7)^{2}=28^{2}.\,}
Ezért a 784 sem lehet Achilles-szám.